# Million dollar ma biche
Million dollar ma biche (France) ou Ça ne change pas le monde, sauf que... (Québec) (Million Dollar Maybe) est le 11e épisode de la saison 21 de la série télévisée Les Simpson.

## Synopsis
Homer gagne un million de dollars à la loterie, mais manque un mariage auquel il devait assister avec Marge. Craignant les reproches de cette dernière, il décide de consacrer l'intégralité de ses gains aux besoins de sa famille, tel que faire jouer le groupe Coldplay pour Bart, sans que Marge ne se doute de quelque chose.
Pendant ce temps, Lisa achète une « Funtendo Zii » pour les retraités de Springfield qui s'ennuient.